# Cigliè
Cigliè (Sijé in piemontese) è un comune italiano di 194 abitanti della provincia di Cuneo in Piemonte.
Faceva parte della comunità montana Alto Tanaro Cebano Monregalese.

## Storia

### Simboli
Lo stemma e il gonfalone del comune sono stati concessi con decreto del presidente della Repubblica del 22 settembre 2009.
Il gonfalone è un drappo di azzurro.

## Monumenti e luoghi d'interesse

### Architetture civili
- Castello medievale. Costruito tra il 950 ed il 1000, fu la sede del potere locale, poi usato come caserma è ora abitato della famiglia Capris, proprietaria negli ultimi 3 secoli.

### Chiesa parrocchiale dei Santi Pietro e Paolo
La Chiesa parrocchiale dei Santi Pietro e Paolo è di stile Barocco; fu ampliata in più riprese, lo si può notare dalla costruzione; sicuramente è anteriore alla costruzione della Cappella annessa alla navata sinistra, detta di Sant'Antonio da Padova, fatta erigere da un certo Gio Antonio Coda, che ha sepolcreto in detta Cappella, nel 1664; la costruzione di essa pare sia stata commissionata dal Coda in quanto spinto da pentimento; dopo aver lasciato il paese natio 'CIGLIARO', emigrando oltre oceano, rimpatriò da 'gran signore'; volle lasciare un segno tangibile alla comunità di Cigliè; un importante documento è la donazione, da lui fatta, all'altare della Cappella; vi sono pubblici instrumenti, rogati dal notaio Bocconelli il 15 settembre 1655; un secondo è datato 30 gennaio 1660; vi si afferma che Gio Antonio Coda donava la somma necessaria per costruire la Cappella e ornarla con splendore (ricevette il benestare dell'allora Papa Innocenzo X) Nel 1654, il 6 ottobre, nella casa del donante, alla presenza del parroco reggente della Chiesa di Cigliè, Don Giuseppe Bruno, testimone Francesco Restagno e lo stesso donante, sempre per mano del notaio Bocconelli, Gio Antonio Coda, dopo aver fatto costruire la Cappella, donò all'Altare di quest'ultima la somma necessaria per celebrare una messa quotidiana; al parroco, che si sarebbe occupato di celebrare la messa, lasciò la casa, vicino alla Chiesa, costruita ex novo e ben arredata; inoltre lasciò dei “CENSI' (crediti che vantava sulle comunità di Cigliè e di altre località; £ 1.665 dalla comunità di Roccacigliè, 1.079 da quella di Cigliè, 7.862 dalla Comunità di Piozzo); inoltre lasciò circa una decina di ettari di terreno, sul territorio di Cigliè; tale donazione consentì di celebrare una Messa quotidiana, dal 1.665 fino al 31 maggio 1849, quando si estinse il lascito. L'altare dagli eredi Coda - ora Restagno - con l'istrumento rogato Vassallo fu ceduto, dai beneficiant,i all'amministrazione parrocchiale, mediante pagamento di Franchi 400; la stessa amministrazione prese in carico l'altare ed ebbe la dispensa per fare celebrare una messa al mese, anziché al giorno.

## Società

### Evoluzione demografica
Abitanti censiti

## Amministrazione
Di seguito è presentata una tabella relativa alle amministrazioni che si sono succedute in questo comune.
| Periodo        | Periodo        | Primo cittadino           | Partito              | Carica  | Note  |
| -------------- | -------------- | ------------------------- | -------------------- | ------- | ----- |
| 26 giugno 1985 | 8 giugno 1990  | Giovanni Battista Peisino | Democrazia Cristiana | Sindaco | [ 6 ] |
| 8 giugno 1990  | 24 aprile 1995 | Giovanni Battista Peisino | lista civica         | Sindaco | [ 6 ] |
| 24 aprile 1995 | 14 giugno 1999 | Giuseppe Marengo          | lista civica         | Sindaco | [ 6 ] |
| 14 giugno 1999 | 14 giugno 2004 | Giuseppe Marengo          | -                    | Sindaco | [ 6 ] |
| 14 giugno 2004 | 8 giugno 2009  | Giovanni Sciolla          | lista civica         | Sindaco | [ 6 ] |
| 8 giugno 2009  | 26 maggio 2019 | Giovanni Sciolla          | -                    | Sindaco | [ 6 ] |
| 26 maggio 2019 | in carica      | Adriano Ferrero           | lista civica         | Sindaco | [ 6 ] |